# Liste der Monuments historiques in Mesnil-Saint-Père
Die Liste der Monuments historiques in Mesnil-Saint-Père führt die Monuments historiques in der französischen Gemeinde Mesnil-Saint-Père auf.

## Liste der Immobilien
| Bezeichnung     | Beschreibung           | Standort                 | Kennzeichnung | Schutzstatus | Datum | Bild           |
| --------------- | ---------------------- | ------------------------ | ------------- | ------------ | ----- | -------------- |
| Kirche St-André | ab dem 12. Jahrhundert | Rue de la Mission (Lage) | PA00078154    | Inscrit      | 1982  | weitere Bilder |

## Liste der Objekte
| Bezeichnung                                      | Beschreibung                                              | Standort                      | Kennzeichnung | Schutzstatus | Datum | Bild |
| ------------------------------------------------ | --------------------------------------------------------- | ----------------------------- | ------------- | ------------ | ----- | ---- |
| Eligiusaltar                                     | rechter Seitenaltar; Retabel; Gips, 18. Jahrhundert       | in der Kirche St-André (Lage) | PM10004325    | Inscrit      | 1978  |      |
| Marienaltar                                      | linker Seitenaltar; Retabel; Gips, 18. Jahrhundert        | in der Kirche St-André (Lage) | PM10004326    | Inscrit      | 1978  |      |
| Bodenfliesen                                     | Keramik, 16. und 17. Jahrhundert                          | in der Kirche St-André (Lage) | PM10004327    | Inscrit      | 1978  |      |
| Skulptur Madonna mit Kind (1)                    | Holz, farbig gefasst, 14. Jahrhundert                     | in der Kirche St-André (Lage) | PM10001224    | Classé       | 1913  |      |
| Grabstein für Marguerite Garnier                 | Kalkstein, bezeichnet 1555                                | in der Kirche St-André (Lage) | PM10001223    | Classé       | 1908  |      |
| Gemälde Heiliger Joseph mit dem Jesusknaben      | Ölfarbe auf Leinwand, 19. Jahrhundert                     | in der Kirche St-André (Lage) | PM10004329    | Inscrit      | 1978  |      |
| Skulpturengruppe Heiliger Andreas und zwei Engel | Holz, farbig gefasst, 18. Jahrhundert                     | in der Kirche St-André (Lage) | PM10004324    | Inscrit      | 1978  |      |
| Zwei Pluvialen                                   | Stoff, bestickt, um 1800                                  | in der Kirche St-André (Lage) | PM10004328    | Inscrit      | 1978  |      |
| Skulptur Madonna mit Kind (2)                    | Kalkstein, farbig gefasst, 16. Jahrhundert                | in der Kirche St-André (Lage) | PM10001222    | Classé       | 1903  |      |
| Kirchenfenster                                   | aus dem 16. Jahrhundert                                   | in der Kirche St-André (Lage) | PM10001225    | Classé       | 1913  |      |
| Sessel                                           | Eichenholz, erste Hälfte des 18. Jahrhunderts             | in der Kirche St-André (Lage) | PM10001226    | Classé       | 1968  |      |
| Gemälde Anbetung der Könige                      | Ölfarbe auf Leinwand, 17. Jahrhundert; nach Marten de Vos | in der Kirche St-André (Lage) | PM10001227    | Classé       | 1983  |      |